# Route régionale 64 (Norvège)
Pour les articles homonymes, voir Route 64.
La route régionale 64 (en  norvégien : Fylkesvei 64, abrégé Fv64) est une route en Norvège.

## Description
Ellle relie les villes norvégiennes de Kristiansund avec Åndalsnes dans le comté de Møre og Romsdal en Norvège.
Il traverse les communes de Rauma, Molde, Hustadvika, Averøy et Kristiansund et, entre autres, les villes d'Isfjorden, Molde, Eide et Bremsnes.
Sa longueur totale est de 126,7 kilomètres.
Elle part de la route nationale 70 à Kristiansund, traverse le tunnel de l'océan Atlantique (en), traverse l'île d'Averøya et suit la route de l'Atlantique jusqu'à la municipalité d'Eide.
Elle continue jusqu'à Årø dans la municipalité de Molde via le tunnel de Tussen (en), puis passe sous le Fannefjord par le tunnel de Fannefjord (en), à travers l'île de Bolsøya puis sur le pont de Bolsøy (en) jusqu'à la péninsule de Skåla.
Elle traverse ensuite le Langfjorden par le bac d'Åfarnes à Sølsnes et entre dans la municipalité de Rauma.
EIle croise la route européenne 136 dans la ville d'Åndalsnes.
La construction du tunnel de Langfjord (en) sous-marin est en projet pour remplacer le bac d'Åfarnes à Sølsnes.
Le tronçon entre Vevang et Kårvåg est nommé route de l'Atlantique (Atlanthavsvägen) et a le statut de route touristique nationale.
En 2006, elle a été nommée en tant que "meilleure route de vacances" par The Guardian.

## Galerie

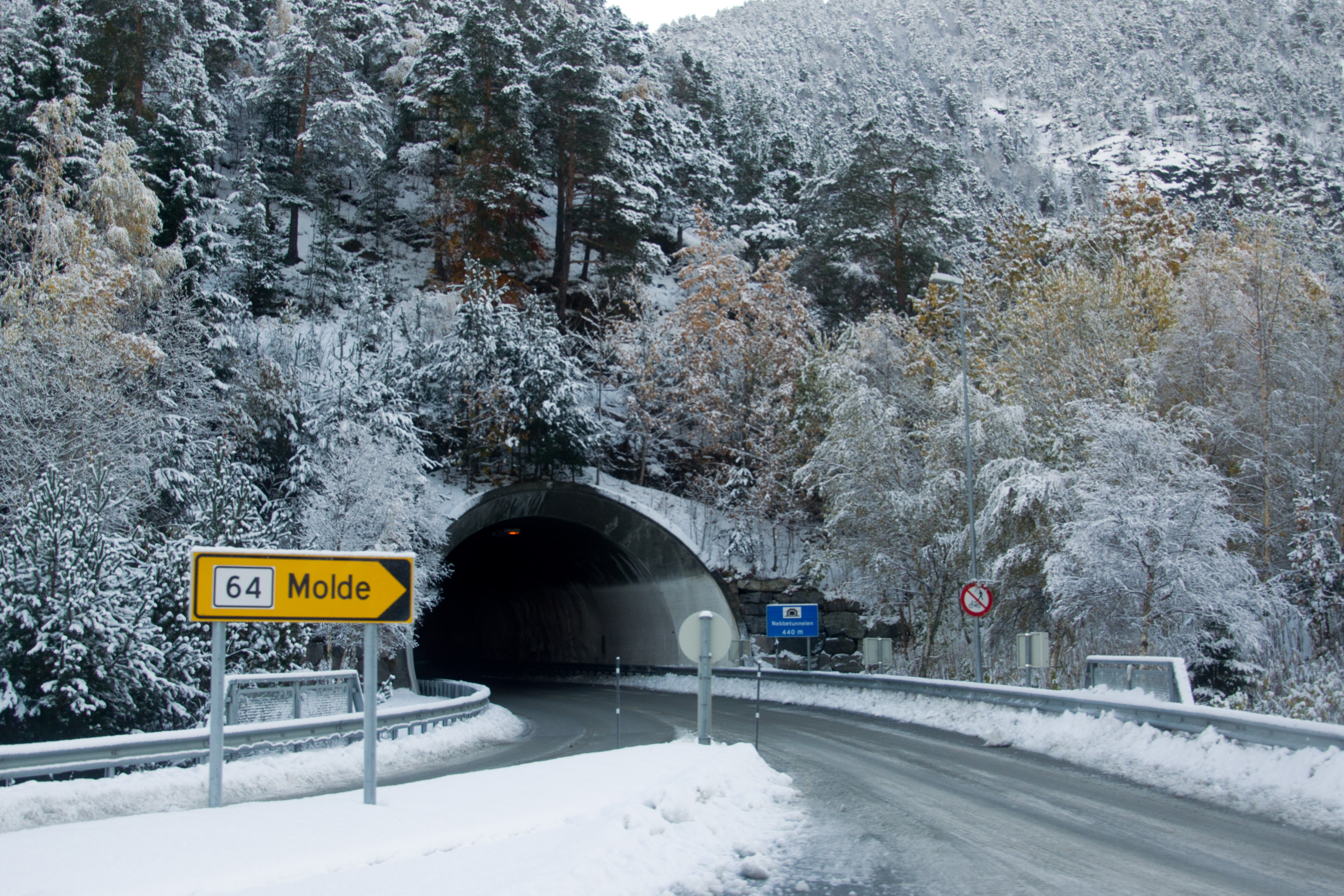
Route départementale 64 au tunnel du Nebb à Åndalsnes.
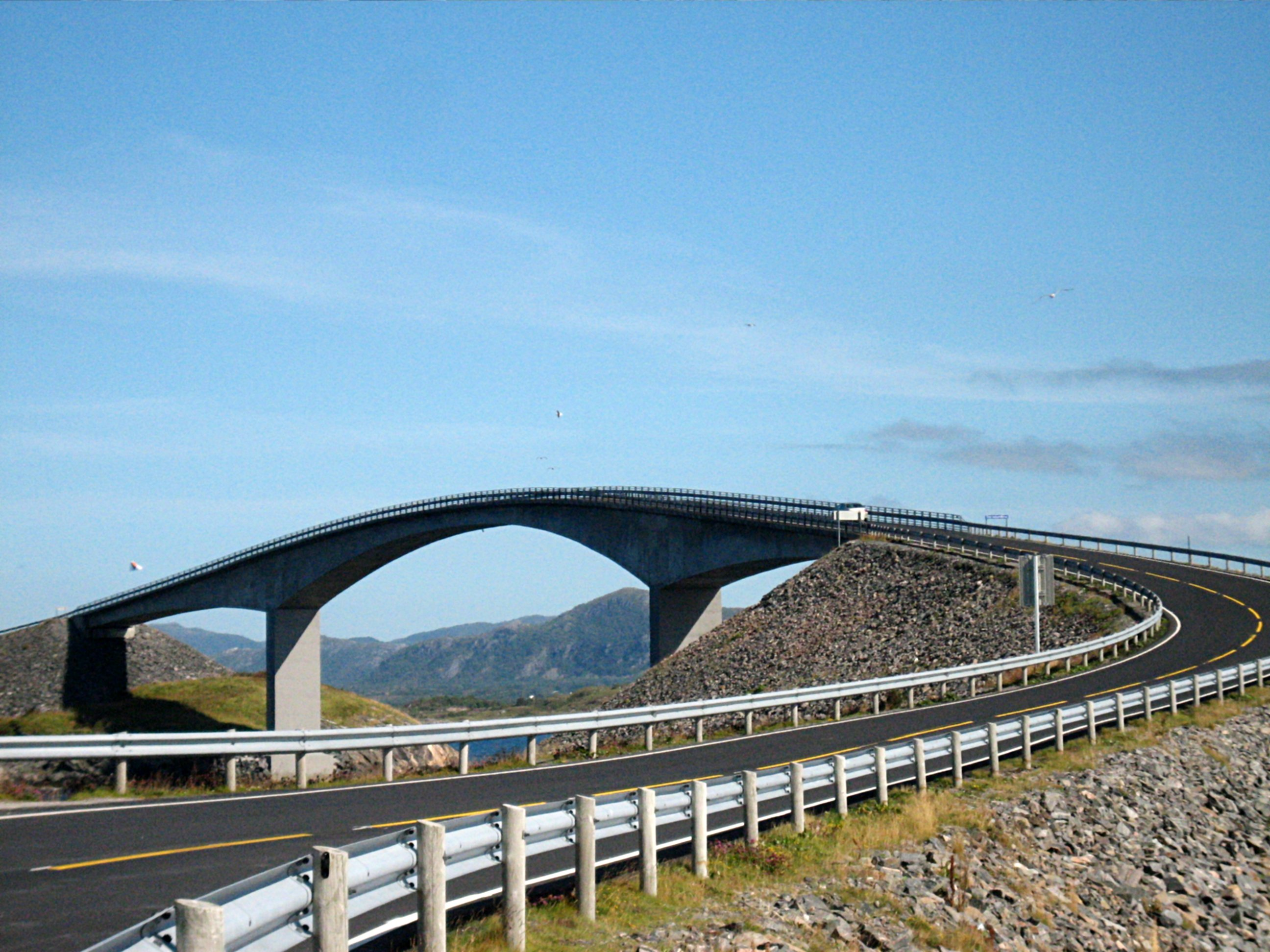
Le pont de Storseisundet est le plus long de la route de l'Atlantique.
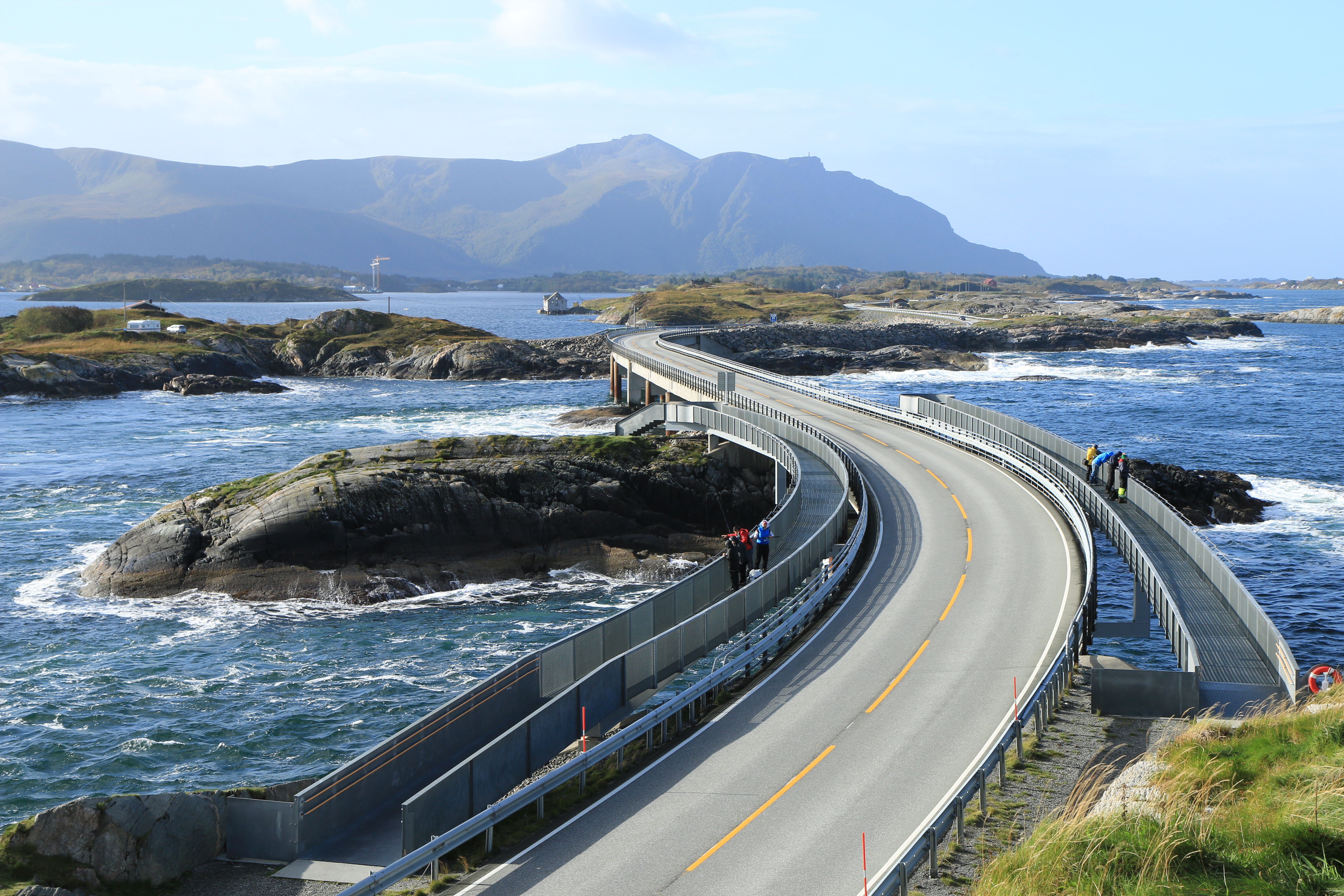
La route 64 et la route de l'Atlantique.